# Turac crestavermell
El turac crestavermell (Tauraco erythrolophus) és una espècie d'ocell de la família dels musofàgids (Musophagidae) que habita boscos i sabanes de l'oest i centre d'Angola.